# Tuse
Tuse er en lille by vest for Holbækmotorvejens afkørsel <20> med 1.361 indbyggere  (2024) cirka 5 km vest for Holbæk centrum. Størstedelen af Tuse består af parcel- og typehuse.
I den gamle landsbykerne i den nordvestlige ende af byen findes Tuse Kirke og den tidligere Tuse Kro.
Byen har en relativt stor lokalhistorisk betydning, ved fra gammel tid at have kontrolleret handelen mellem Holbæk Fjord og området længere oppe ad Tuse Å. Byen har således lagt navn til det hedengangne Tuse Herred og Tuse Næs.